# 航空戦士トコロザワン
航空戦士トコロザワン（こうくうせんしところざわん）は、埼玉県所沢市を中心に活動するローカルヒーロー。埼玉ご当地ヒーローズにも参加している。

## 概要
2010年4月1日に登場。4月4日にファーストフライトを果たす。日本人の「空を飛びたい」という想いが生んだ大空のヒーロー。1911年の所沢飛行場開設時より、青空のかなたから所沢の平和を見守り続けている。
テーマ曲やPRグッズの他JULEPSのリーダーであった松山優太を変身前の俳優に起用したプロモーションDVDを販売している。

## キャラクター
声は『航空戦士トコロザワン プロモーション映像』所沢商工会議所青年部（2010年）より。

### 航空戦士トコロザワン
航空戦士トコロザワン（こくうせんし トコロザワン）
声 - 松山優太
変身すると青いマスクとプロテクトスーツに身を包んだヒーローとなる。胸に赤い複葉機の正面形をモチーフにしたシルエットが入っている。
得意技は「フライングスカイハリケーン」「トコロザワ・ジェットストリーム」「航空発祥○○周年キック」（○○周年分回連続でキックが叩き込まれる。例、2011年なら100回連続）など。一人称は「俺」
なお、トコロザワンの名は英語の「1」と同じく、「ワン」の発音は⤴と語尾上げになる。
モバイルゲーム『全国ヒーロースラッシュバトル』（2013年、ブシモ）にも登場している。

### へダラー軍団
トコロザワンが戦う悪の組織。所沢の豊かな森林資源に目をつけ、宇宙のかなたからやってきた。所沢市のみならず、埼玉ご当地ヒーローズと敵対する「アンチヒーロー同盟」の一員として、さいたま市、志木市他、県内外各地へ出没する高い行動力を誇る。邪魔なヒーローを葬り去るため、アンチヒーロー同盟のトカイスキー大佐（トカイ帝國）や、イランダー（イランダー軍団）などとの共同作戦を行うことも多い。
へダラー総統（ヘダラー そうとう）
声 - 本多悠朗
ヘダラー軍団の総統。宇宙人だと思われるが正体は不明。欲深く冷徹な性格。機嫌が悪いときの口ぐせは「へだらこきよって」（くだらないこといいやがって）。「へだら」とは所沢一帯の古い方言で「くだらないこと」の意。
黒マスクに包まれた顔は無貌だが頭髪は金髪。フィールドグレイの軍服と軍帽。革手袋に黒ズボン。肩からは赤マントを羽織っている。武器は日本刀に見える謎の刀剣。一人称は「わし」
ハクビシーンJr（ハクビシーン じゅにあ）
声 - 垣内あきら
ヘダラー軍団の屈強な肉体派幹部。戦闘隊長で右手に装着する手甲鉤が武器。その正体は所沢の畑を荒らす害獣ハクビシンにヘダラーの悪の魂が宿ったもの。性格はチャラいが、怒ると手がつけられない凶暴さを秘める。
灰色のツナギに仮面姿。片胸だけプロテクターで覆っている。一人称は「俺」
マダム・カーラス
声 - 楠本サキ
ヘダラー軍団の女幹部。白髪。マスカレード仮面で目元を隠し、黒い衣装に身を包んだ妖艶な魔女。ハクビシーンJr同様、害鳥である所沢（所沢インターチェンジ付近との説明がある）のカラスにヘダラーの悪の魂を吹き込んだもの。
性格は狡猾でヘダラー総統の参謀として仕えており、所沢市民を洗脳して戦闘員に変えてしまうという恐ろしい魔術を使う。武器は黒い羽根扇子。一人称は「あたし」
へダラー戦闘員
マダム・カーラスの魔術で洗脳された所沢市民を利用したヘダラー軍団の戦闘要員。ヘダラー総統に忠誠を誓い、幹部に率いられて果敢にトコロザワンに挑むが、余り強くない。かけ声は「ヘダー！」